# 三個相愛的少年
《三個相愛的少年》（英語：Oh! My Three Guys），是1994年上映的一部香港同志喜劇電影，由趙崇基執導，葛民輝、劉青雲、黃子華、吳倩蓮、陳加玲及植敬雯主演，為香港影史上首部以男同性戀為主要題材的電影。本片票房收入九百四十五萬港元，葛民輝獲提名1995年第14屆香港電影金像獎最佳男主角。

## 劇情簡介
程如海(劉青雲飾)、九姑娘(葛民輝飾)和花仔(黃子華飾)是中學時認識的好朋友，除了是住在一起的室友外，也是惺惺相惜的同性戀圈內人。

九姑娘平日在通訊中心客服，但一直有一個演員夢；程如海則是廣告公司經理，前途無限；花仔，在電影公司做編劇，為了五斗米不得不寫充滿女性剝削、暴力、毫無美感可言的劇本。

因為一個保險套的廣告案，女同事霍媚(吳倩蓮飾) 介入了這個三人世界。霍媚如海二人漸生情愫。但不久霍媚發現如海為同性戀者的祕密，努力想做如海唯一的女人。花仔工作不如意，又被情人Mike拋棄，情緒低落，幸得好友九姑娘一直開導安慰。在兩人只顧得自己問題的時候，卻發現九姑娘得了愛滋，正步向死亡邊緣。

## 演員表
- 葛民輝 ... 九姑娘
- 劉青雲 ... 程如海
- 黃子華 ... 花仔
- 吳倩蓮 ... 霍媚
- 陳加玲 ... 阿九朋友
- 植敬雯 ... Nancy
- 雷宇揚 ... Donald
- 鄭敬基 ... Toby
- 陳啟泰 ... Mike
- 黃秋生
- 文雋
- 葉漢良
- 古明華
- 張學潤
- 黃一飛
- 黃華和
- 張贊生 ... 何潤祥

## 獎項
| 頒獎典禮                  | 獎項       | 名單   | 結果 |
| ------------------------- | ---------- | ------ | ---- |
| 第14屆香港電影金像獎      | 最佳男主角 | 葛民輝 | 提名 |
| 第1屆香港電影評論學會大獎 | 最佳編劇   | 杜國威 | 提名 |

## 外部連結
- 香港影庫上《三個相愛的少年》的資料（繁體中文）
- 開眼電影網上《三個相愛的少年》的資料（繁體中文）
- 豆瓣电影上《三個相愛的少年》的資料 （简体中文）
- 时光网上《三個相愛的少年》的資料（简体中文）
- 互联网电影数据库（IMDb）上《三個相愛的少年》的资料（英文）
- Hong Kong Cinemagic網站上面《三個相愛的少年（页面存档备份，存于）》的資料
- LoveHKFilm.com網站上面《三個相愛的少年（页面存档备份，存于）》的資料
- 香港影評庫《三個相愛的少年（页面存档备份，存于）》石琪的評論